# Seleção Alemã de Basquetebol Feminino
A Seleção Alemã de Basquetebol Feminino é a equipe que representa a Alemanha em competições internacionais. É gerida pela Federação Alemã de Basquetebol e figura na posição 58 do Ranking Mundial da Federação Internacional de Basquetebol.

## Ligações Externas
- Página da Seleção Feminina no sítio da DBB